# Microrégion de Brasiléia

Localisation de la microrégion de Brasiléia

La microrégion de Brasiléia est une des microrégions de l'État de l'Acre appartenant à la mésorégion de la vallée de l'Acre, au Brésil. Elle couvre une aire de 14 122 km2 pour une population de 51 295 habitants (IBGE 2006) et est divisée en quatre municipalités. Elle a une densité de 3,6 hab./km2.
Elle est limitrophe de la Bolivie et du Pérou.

## Microrégions limitrophes
- Rio Branco
- Sena Madureira

## Municipalités[1]
- Assis Brasil
- Brasiléia
- Epitaciolândia
- Xapuri